# Domingos da Soalheira
Domingos Pereira Mendes, mais conhecido como Domingos da Soalheira, é um renomado cantador ao desafio português, conhecido pela sua habilidade em criar versos rápidos e espirituosos. Nascido na vila de Pevidém em Guimarães, Portugal, Domingos começou a sua carreira nas cantigas ao desafio ainda muito jovem, participando em arraiais e festas tradicionais na região do Minho.
Ao longo de mais de 50 anos de carreira, Domingos da Soalheira tornou-se uma figura icónica no mundo do folclore português. Ele é frequentemente convidado para eventos e festivais onde se destacam as desgarradas, que são competições de improviso entre cantadores. A sua capacidade de improvisação e a sua presença de palco cativante fizeram dele um dos cantadores mais respeitados e admirados do país.
Domingos é também vice-presidente da Associação de Tocadores e Cantadores ao Desafio Famalicense, onde desempenha um papel ativo na promoção e preservação desta forma tradicional de música popular portuguesa. A sua colaboração com outros cantadores, como Adília de Arouca, resultou em performances memoráveis que continuam a encantar o público.
Além das suas atuações ao vivo, Domingos da Soalheira tem várias gravações disponíveis, que capturam a essência das suas desgarradas e a riqueza da tradição oral portuguesa. A sua dedicação à arte das cantigas ao desafio e o seu talento inigualável garantem que o seu legado perdure por muitas gerações.